# Steganacarus coniunctus
Steganacarus coniunctus är en kvalsterart som beskrevs av Wojciech Niedbała 1983. Steganacarus coniunctus ingår i släktet Steganacarus och familjen Phthiracaridae. Inga underarter finns listade i Catalogue of Life.